# Hardivillers-en-Vexin
Hardivillers-en-Vexin is een plaats en voormalige gemeente in het Franse departement Oise (regio Hauts-de-France) en telt 130 inwoners (2005). De plaats maakt deel uit van het arrondissement Beauvais.

## Geschiedenis
Hardivillers-en-Vexin is op 1 januari 2019 gefuseerd met de gemeenten Boissy-le-Bois en Énencourt-le-Sec tot de gemeente La Corne-en-Vexin. 

## Geografie
De oppervlakte van Hardivillers-en-Vexin bedraagt 4,8 km², de bevolkingsdichtheid is 27,1 inwoners per km².
De onderstaande kaart toont de ligging van Hardivillers-en-Vexin met de belangrijkste infrastructuur en aangrenzende gemeenten.

## Demografie
Onderstaande figuur toont het verloop van het inwonertal.